# 朗斯特里特 (密西西比州)
朗斯特里特（英語：Longstreet）是位於美國密西西比州奎特曼縣的非建制地區。

## 歷史
朗斯特里特的郵局於1905年設立，其後於1946年停運。

## 地理
朗斯特里特所處的海拔為高於海平面46米（即151英呎），而該地所採用的時區為UTC-6，即北美中部時區（CST）。同時該地設有夏令時間，為UTC-6調快一小時，即UTC-5（CDT）。